# Gebhard (Ortenburg)
Gebhard († um 1275) war der älteste Sohn Graf Heinrichs I.  aus dessen zweiter Ehe mit Richgard Markgräfin von Hohenburg. Er stammte aus dem bayerischen Dynastengeschlecht der Ortenburger. Nach dem Tod seines Halbbruders Heinrich II. wurde er amtierender Graf von Ortenburg.

## Leben und Wirken
Über Gebhards Kindheit ist nur wenig bekannt; lediglich, dass er bereits früh mit seinem Stiefbruder Heinrich II. zerstritten war. Auslöser war die zweite Ehe seines Vaters Heinrich I. von Ortenburg mit Richgard von Hohenburg. Als diese ihm weitere Söhne, unter anderem Gebhard, gebar, fürchtete Heinrich II. wohl immer mehr um sein Erbe und zerstritt sich mit seinem Vater. So bedachte Heinrich I. im Jahre 1238 nur seine drei jüngeren Söhne und seine Gemahlin mit einer Schenkung. Darin erhielten die Brüder Gebhard, Diepold und Rapoto IV. und ihre Mutter Richgard von Hohenburg die Grafschaft Murach in der Oberpfalz. Seitdem regierten die drei Brüder diese Grafschaft gemeinsam.
Vor Heinrich II. musste Gebhard gemeinsam mit seinen Brüdern immer wieder fliehen, da er sie verfolgte. Aus diesem Grund schaltete sich der bayrische Herzog Ludwig II. ein und besetzte die Ortenburg’schen Besitzungen in Niederbayern. Ein Großteil dieser Besitzungen ging durch Schenkungen Heinrichs und durch Habgier des Herzoges verloren. Der übrig gebliebene Teil der Grafschaft Ortenburg, welcher die Größe des Marktes Ortenburg vor der Gemeindegebietsreform von 1972 hatte, fiel nach Heinrichs Tod 1257 an Gebhard. Gemeinsam mit seinen beiden Brüdern verwaltete er auch diese kleine Grafschaft.
Das Haus Ortenburg geriet durch den Brüderstreit in große Not, sodass die drei Brüder 1271 ihren Besitz in der Oberpfalz gemeinsam für 675 Pfund Passauer Pfennige verkauften. Ein Jahr später verkauften Diepold und Rapoto IV. die Güter um die Burg Murach an Herzog Ludwig II. von Oberbayern. Die Ortenburger waren nunmehr nur noch Grafen von Ortenburg.

## Nachkommen
Gebhard war nicht verheiratet und starb kinderlos. Sein Erbe ging an seinen Bruder Rapoto IV.